# Кырма (приток Койвы)
Кырма (Кирма) — река в Горнозаводском городском округе Пермского края, истоки в Кушвинском городском округе Свердловской области. Приток Койвы, в которую впадает слева в 104 км от устья. Длина реки 29 км. Истоки реки у подножия горы Кырма, от истока течёт на северо-запад по горному рельефу, неоднократно резко меняя направление течения.

## Данные водного реестра
По данным государственного водного реестра России, река относится к Камскому бассейновому округу, бассейн реки Кама, подбассейн — Кама до Куйбышевского водохранилища (без бассейнов рек Белой и Вятки), водохозяйственный участок реки — Чусовая от в/п пгт. Кын до устья. 
Код объекта в государственном водном реестре — 10010100712111100011207.